# Schlüsselfundservice
Schlüsselfundservice oder Schlüsselfundbüro nennen Dienstleistungsunternehmen ihre Dienste, die sich auf die Rückführung von verlorenen Schlüsseln an den Eigentümer spezialisiert haben. Voraussetzung für diesen Dienst ist in der Regel die Registrierung des verlorenen Schlüssels bei einem entsprechenden Unternehmen. Bei der Deutschen Post hieß dieser Service, der ohne Registrierung angeboten wurde, Schlüsselservice.
Unternehmen, die diese Dienstleistungen anbieten, sind vor allem in Ländern vertreten, die eine allgemeine Beförderungspflicht für Postdienstleistungen und – wie etwa in Deutschland – ein Gesetzliches Schuldverhältnis für Fundsachen vorsehen. In Ländern ohne diese gesetzlichen Rahmenbedingungen ist der Aufbau einer logistischen Infrastruktur erforderlich.

## Leistung
Die Schlüsselanhänger werden mit einer laufenden Registriernummer verkauft, die vom Eigentümer beim Rückholservice registriert und anschließend am Schlüsselbund befestigt werden können. Innerhalb einer definierten Laufzeit (bei den meisten Rückholdiensten ist eine kostenpflichtige Laufzeitverlängerung möglich) kann der Finder eines verlorenen Schlüssels diesen in einen beliebigen Briefkasten werfen. Die Post muss den Schlüssel im Rahmen ihrer grundsätzlichen Beförderungspflicht an den Dienstleister weiterleiten, dessen Adresse auf dem Schlüsselanhänger angegeben ist. Dieser verschickt den Schlüssel dann an den rechtmäßigen registrierten Eigentümer. Dieses anonymisierte Verfahren stellt sicher, dass der Finder den Schlüssel zurückgeben kann und ermöglicht dem Finder die einfache Abgabe ohne Aufsuchen eines Fundbüros und Beachtung der Öffnungszeiten.
Um die Rücklaufquote bei Verlust zu steigern, werden oft eine Belohnung für den Finder ausgelobt und eine kostenlose Telefonnummer für Rückfragen auf dem Schlüsselanhänger angegeben. Die Rücklaufquote bei gefundenen Schlüsseln soll so nach eigener Angabe der Dienstleister angeblich von 15 Prozent auf (nichtüberprüfbare) 97 Prozent steigen.

## Geschäftsmodelle
Ein Rückholservice arbeitet entweder mit eigener Vermarktung oder je nach Geschäftsmodell mit unterschiedlichen Partnern, oft aus der Versicherungsbranche oder aus der Werbewirtschaft.
Das Geschäftsmodell bei direkter Vermarktung basiert meistens entweder auf einem Einmalbetrag für den Schlüsselanhänger, der für eine definierte Laufzeit registriert werden und meist kostenpflichtig optional verlängert werden kann oder auf einem Dauerabonnement mit bestimmten Kündigungsfristen, dessen erste Rate meist über den Kaufpreis des Anhängers abgedeckt ist.
Hinzu kommt der Rückholservice, der im Rahmen einer Schlüsselversicherung mitangeboten wird, v. a. bei der Ausgabe von Systemschlüsseln, die bei Verlust den aufwändigen Austausch von sehr vielen Schlössern erfordern würde. Hier ist der Rückholservice eine Leistung, die die Schadenssumme im Versicherungsfall minimieren soll und bei der Versicherer mit Rückholdiensten kooperieren.
Die Schlüsselanhänger eines Rückholservice sind auch als Werbegeschenke beliebt, allerdings aufgrund der Kosten nur im Handel mit hochwertigen Produkten oder für besonders treue oder umsatzstarke Kunden („A-Kunden“).

## Alternativen
Für die Rücksendung von Fundsachen per Post ist die Registrierung bei einem Rückholservice grundsätzlich nicht erforderlich. Im Rahmen ihrer Beförderungspflicht versendet die Post alle eingeworfenen Fundsachen, sofern lediglich eine Adresse angegeben ist. Die Deutsche Post verweist im Fall von Einschreiben und Geldbörsen, in denen häufig Ausweise mit Adressen stecken, auf eine „Aufklärungsquote mehr als 90 Prozent“. Zwar ist die Angabe einer Adresse an Schlüsseln ein Sicherheitsrisiko, doch im Rahmen von Nachforschungsaufträgen soll die Rückführungsquote bei Autoschlüsseln bei „zirka 50 bis 60 Prozent“ liegen. Der Besitzer eines Schlüssels kann, um sich vor Missbrauch zu schützen, die Adresse einer bekannten und vertrauenswürdigen Person am Schlüssel angeben, mit der er die Rückgabe vereinbart.